# Вірінгерверф
Вірінгерверф (нід. Wieringerwerf) — місто в нідерландській провінції Північна Голландія. Входить до муніципалітету Голландс-Крон.
Його площа становить 69,46 км², а населення станом на 2021 рік складало 5 900 осіб.

## Галерея

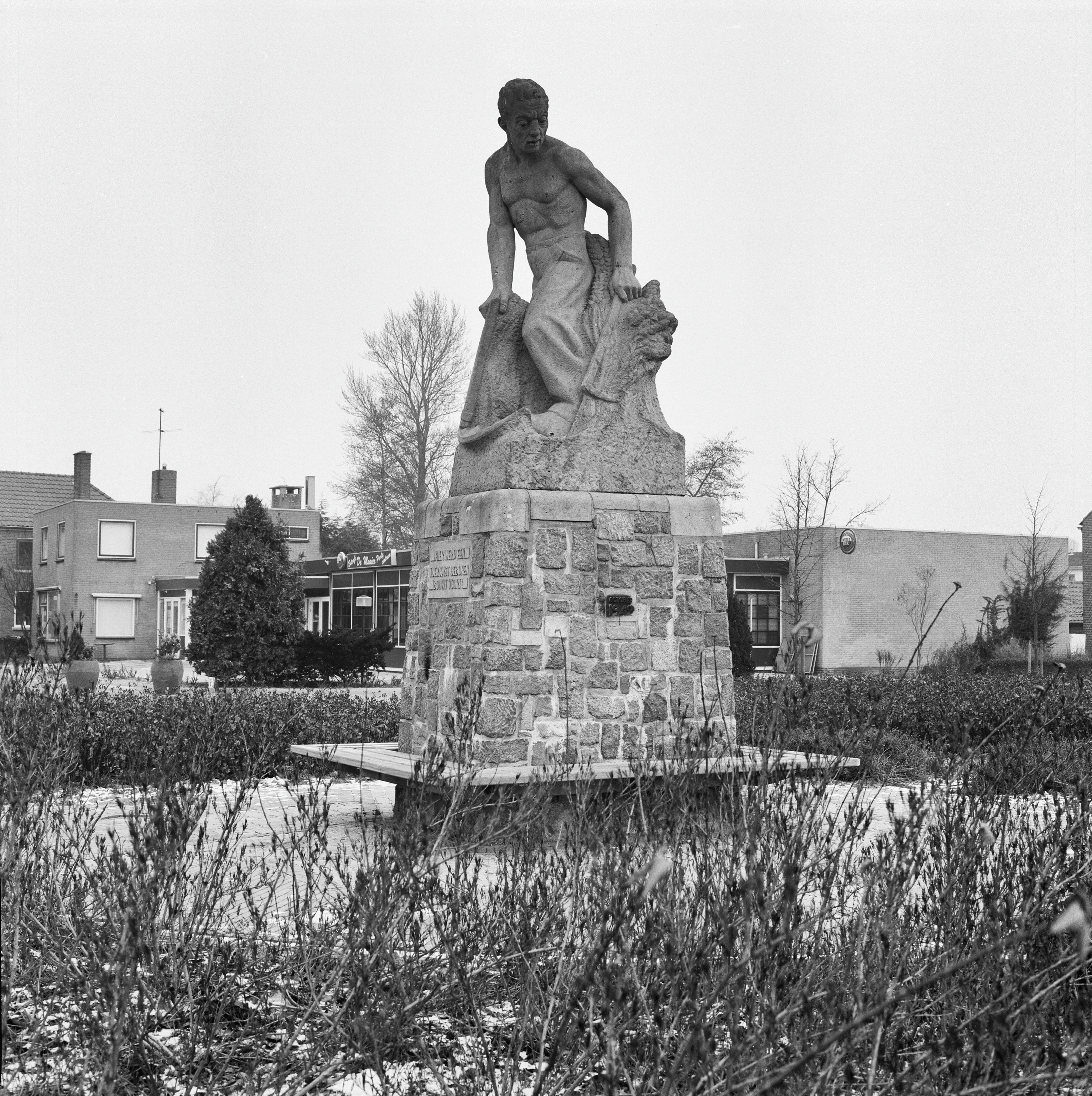
Скульптура у місті